# Севергініт
Севергініт (северґініт, аксиніт-(Mn)) — мінерал, манґанистий різновид аксиніту.
Названий за прізвищем російського мінералога В. М. Севергіна (Г. П. Барсанов, 1951). Синоніми: манґанаксиніт, тинценіт.

## Опис
Хімічна формула: Ca2MnAl2[(OH)|(BO3)Si4O62]. Сингонія триклінна. Колір жовтий і коричнюватий. Утворюється у метаморфічних марганцевих родовищах. Знайдений у кварцових жилах на Півд. Уралі, а також біля Обергальбштейна, кант. Граубюнден (Швейцарія).